# Indice sintetico di costo
L'indice sintetico di costo o indicatore sintetico di costo (ISC), detto anche tasso annuo effettivo globale (TAEG), è l'indicatore di tasso di interesse di un'operazione di finanziamento (es. erogazione di credito) come ad esempio prestito, o acquisto rateale di beni o servizi. È espresso in percentuale e indica il costo effettivo del finanziamento ed è stato introdotto dalla direttiva europea 90/88/CEE.
Esso rappresenta il costo effettivo dell'operazione espresso in percentuale che il cliente deve alla società che ha erogato il prestito o il finanziamento. Detto in poche parole il TAEG racchiude contemporaneamente sia il tasso d'interesse in regime di capitalizzazione composta sia le spese accessorie della pratica (spese d'istruttoria, imposte di bollo, ecc.).

## Disciplina normativa
La direttiva 2014/17/UE definisce ipotesi e formula esatta di calcolo del TAEG, vincolanti e uniformi in tutta l'Unione europea.
È stato introdotto nel sistema normativo italiano, per la prima volta, dalla deliberazione del Comitato interministeriale per il credito e il risparmio n. 10688 del 4/03/2003, art. 9 comma 2, che ha demandato a Banca d'Italia di individuare quali siano le operazioni e i servizi a fronte dei quali detto indice, "comprensivo degli interessi e degli oneri che concorrono a determinare il costo effettivo dell'operazione per il cliente", debba essere segnalato, nonché la formula per rilevarlo. 
Per effetto delle nuove disposizioni di Banca d'Italia sulla trasparenza in adempimento della direttiva europea EU 2008/48/CE, dal 1º giugno 2011 il calcolo del TAEG comprende anche le spese connesse al conto corrente di appoggio se obbligatorio.
TAN + spese di istruttoria e documentazione + spese gestione pratica + bolli + imposte + spese conto corrente = TAEG

## Calcolo finanziario
Il calcolo del TAEG/ISC consiste nel trovare quel tasso di interesse che rende uguali la somma del credito concesso al cliente, con la somma complessiva che il cliente dovrà rimborsare alla scadenza. Lo scopo è infatti dare al cliente un unico indicatore di interesse che comprenda non solo il tasso effettivo di interesse sul prestito, ma anche tutte le spese accessorie.
I parametri che determinano il TAEG o ISC sono fissati per legge. In particolare, oltre alla struttura del rimborso finanziario, rientrano a far parte del calcolo di questo tasso tutte le spese accessorie obbligatorie inerenti all'atto del finanziamento, ovvero:
- spese di istruttoria della pratica
- commissioni d'incasso
- assicurazioni obbligatorie
- bolli statali
- imposte
- spese conto corrente di appoggio se obbligatorio

Non rientrano invece a far parte dei parametri che incidono sul TAEG:
- assicurazioni non obbligatorie

In regime di interesse composto, l'equazione che definisce il TAEG è definita uguagliando prestiti e rimborsi in {\displaystyle t_{0}=0} e calcolando per {\displaystyle i} (il TAEG sarà l'{\displaystyle i} calcolato dall'equazione finale):
{\displaystyle \sum _{s=1}^{n}\left(\alpha _{s}+k_{s}\right)\cdot \left(1+i\right)^{-t_{s}}=A-K}
dove {\displaystyle n} è il numero delle rate, {\displaystyle \alpha _{s}} gli importi delle rate periodiche, {\displaystyle k_{s}} le spese periodiche, {\displaystyle t_{s}} è l'espressione della cadenza delle rate normalizzata al periodo in base al quale è espresso l'interesse {\displaystyle i}, {\displaystyle A} rappresenta il valore attuale del prestito e {\displaystyle K} rappresentano le spese iniziali. Cosicché la seconda parte dell'equazione rappresenta la somma effettivamente ricevuta in prestito.
Se, come spesso accade, le quote {\displaystyle \alpha _{s}} e {\displaystyle k_{s}} sono periodiche e costanti, si può scrivere:
{\displaystyle \left(\alpha +k\right)\cdot \sum _{s=1}^{n}\left(1+i\right)^{-t_{s}}=A-K}
Considerando il caso di rate mensili (se l'interesse {\displaystyle i} è quello annuale, {\displaystyle t_{s}=1/12}), si ha
{\displaystyle \left(\alpha +k\right)\cdot \sum _{s=1}^{n}\left(1+i\right)^{-{\frac {1}{12}}}=A-K}
Ricordando che la ridotta {\displaystyle n}-esima di una serie geometrica di ragione {\displaystyle r} è esprimibile come
{\displaystyle \sum _{k=1}^{n}r^{k}=r\cdot {\frac {1-r^{n}}{1-r}}}
si può scrivere
{\displaystyle \left(\alpha +k\right)\cdot \left(1+i\right)^{\frac {-1}{12}}\cdot {\frac {1-\left(1+i\right)^{\frac {-n}{12}}}{1-\left(1+i\right)^{\frac {-1}{12}}}}=A-K}
Nel caso in cui si abbia un certo periodo di preammortamento quantificabile in {\displaystyle m} mensilità, si ha
{\displaystyle \sum _{s=m}^{n+m}\left(\alpha _{s}+k_{s}\right)\cdot \left(1+i\right)^{-t_{s}}=A-K}
e nel caso di rate mensili costanti e con l'interesse annuale si ha
{\displaystyle \left(\alpha +k\right)\cdot \left(1+i\right)^{-{\frac {n+m}{12}}}\cdot \left(1+\sum _{s=1}^{n}\left(1+i\right)^{\frac {s}{12}}\right)=A-K}
{\displaystyle \left(\alpha +k\right)\cdot \left(1+i\right)^{-{\frac {n+m}{12}}}\cdot \left(1+\left(1+i\right)^{\frac {-1}{12}}\cdot {\frac {1-(1+i)^{\frac {-n}{12}}}{1-(1+i)^{\frac {-1}{12}}}}\right)=A-K}
Il TAEG è l' {\displaystyle i} calcolato in base a questa equazione.

## Precisazioni
All'interno del TAEG rientrano le commissioni di massimo scoperto o altre commissioni assimilabili collegate all'erogazione del credito come previsto dalla legge 108/96 (legge antiusura).
La formula dell'ISC (tasso interno di rendimento di una serie di flussi finanziari abbreviato TIR) con preammortamento, viene integrata in questi termini, in quanto comprende anche la componente delle quote di soli interessi:
{\displaystyle \left(Ki+\alpha \right)\sum _{s=1}^{m}(1+i)^{-t_{s}}+\left(k+\alpha \right)\sum _{s=m+1}^{n+m}(1+i)^{-t_{s}}=A-K}
con una rateizzazione mensile di tutte le scadenze del finanziamento ove i è il tasso semplice su base annua:
{\displaystyle \left(K{\frac {i}{12}}+\alpha \right)(1+i)^{\frac {1}{12}}{\frac {1-(1+i)^{\frac {m}{12}}}{1-(1+i)^{\frac {1}{12}}}}+\left(k+\alpha \right)\sum _{s=m+1}^{n+m}(1+i)^{-{\frac {s}{12}}}=A-K}
Tale formalizzazione non permette molte semplificazioni. Va anche detto che in ogni caso tali formule seppur semplificate debbono essere sempre risolte per interpolazione provando per valori di {\displaystyle i\geq } all'interesse nominale, interesse nominale utilizzato per il calcolo della rata.
Per poter avere un indice di tale natura (TIR Tasso interno di rendimento), che sia raffrontabile, tutte le componenti di costo relative a un finanziamento debbono essere prevedibili e conoscibili a priori. Le commissioni di massimo scoperto, o comunque i costi che risultano connessi in caso di pagamento attraverso lo scoperto di conto corrente non sono componenti né prevedibili né del tutto conoscibili a priori. Tale modalità di pagamento non dovrebbe avvenire in quanto si assume che il cliente metta sempre a disposizione la cifra in conto corrente per il pagamento. Detto questo, va precisato che i tassi di mora dei finanziamenti sotto forma di mutuo (rateizzati) sono anch'essi sottoposti alla legge antiusura e di norma sono ben lontani dai costi degli scoperti di c/c. Pertanto, il pagamento tramite scoperto di conto è decisamente sconsigliato per gli stessi mutuatari, ai quali converrebbe invece chiedere espressamente di lasciare insoluta la rata sino al reperimento dei fondi necessari.
Nel caso comunque, si potrebbe ipotizzare per poter effettuare dei raffronti sull'effettivo costo dei finanziamenti in caso di ripetuti ritardi, un indice nel quale si preveda che tutte le rate vengono pagate con 10 giorni di ritardo con i relativi sovrapprezzi moratori.
La direttiva 87/102/CE ha reso obbligatoria l'indicazione del TAEG nei contratti di credito. La direttiva ha lasciato agli Stati membri la decisione in merito al calcolo di questo indicatore (art. 1) I vari Stati membri, nel recepire la direttiva, hanno poi indicato una loro formula di calcolo per questo indicatore. 
Ad esempio, il TAEG italiano è un indice ex post, che si misura in modo completamente diverso dal francese Taux Effectif Général, che è invece un tasso ex ante, noto al momento della firma del contratto.
Il TAEG italiano utilizzato nei contratti di finanziamento sotto forma di mutuo, ove è ben rappresentato il piano di ammortamento, è assolutamente un tasso ex ante. Non deve essere confuso con il tasso effettivo globale, calcolabile solo a posteriori: è espressione del costo totale del credito espresso in percentuale annua. Differisce inoltre dal TAEG in quanto non contempla gli oneri finanziari ma comprende le spese per assicurazioni o garanzie anche quando queste non siano necessarie all'ottenimento del credito.